# ジュゼッペ・デ・ファブリス
ジュゼッペ・デ・ファブリス（Giuseppe de Fabris、1790年8月19日 - 1860年8月22日）は、イタリアの彫刻家である。教皇グレゴリウス16世（1765-1846）らの支援を受けて、ローマなどで働き、バチカン美術館の館長も務めた。

## 略歴
イタリア北部現在のヴィチェンツァ県のノーヴェで生まれた。父親は大きな陶磁器工場の工場長で 、1806年に一家はヴィチェンツァに移り、そこでジャコモ・シエザ（Giacomo Ciesa）という画家のアトリエを頻繁に訪れて学び、肖像画家のジョルジョ・ベルティ（Giorgio Berti: 1794-1863）とも知り合った。1808年にはミラノに移り、建設中のミラノのドゥオーモの作業場で働き、ミラノのブレラ美術アカデミーで学んだ。1813年にアカデミーから賞を受け奨学金を受けてローマに留学することができた。
ローマではヴェネツィア宮殿にあった絵画学校（Scuola del Nudo）で学び、新古典主義の彫刻家、アントニオ・カノーヴァ（1757-1822）のもとで修業した。1822年にカノーヴァが亡くなった後、1823年にヴェネツィアに行き、カノーヴァの埋葬記念碑の制作に従事し始め1826年に完成した。
1825年に即位した教皇ピウス8世（1761-1830）やその後継のグレゴリウス16世の庇護を受け、教皇の胸像や、モニュメントを制作した。
1847年から1849年の間、ローマのアカデミア・ディ・サン・ルカの会長を務めた。バチカン美術館の館長も務めた。
1860年にローマで没した。

## 作品

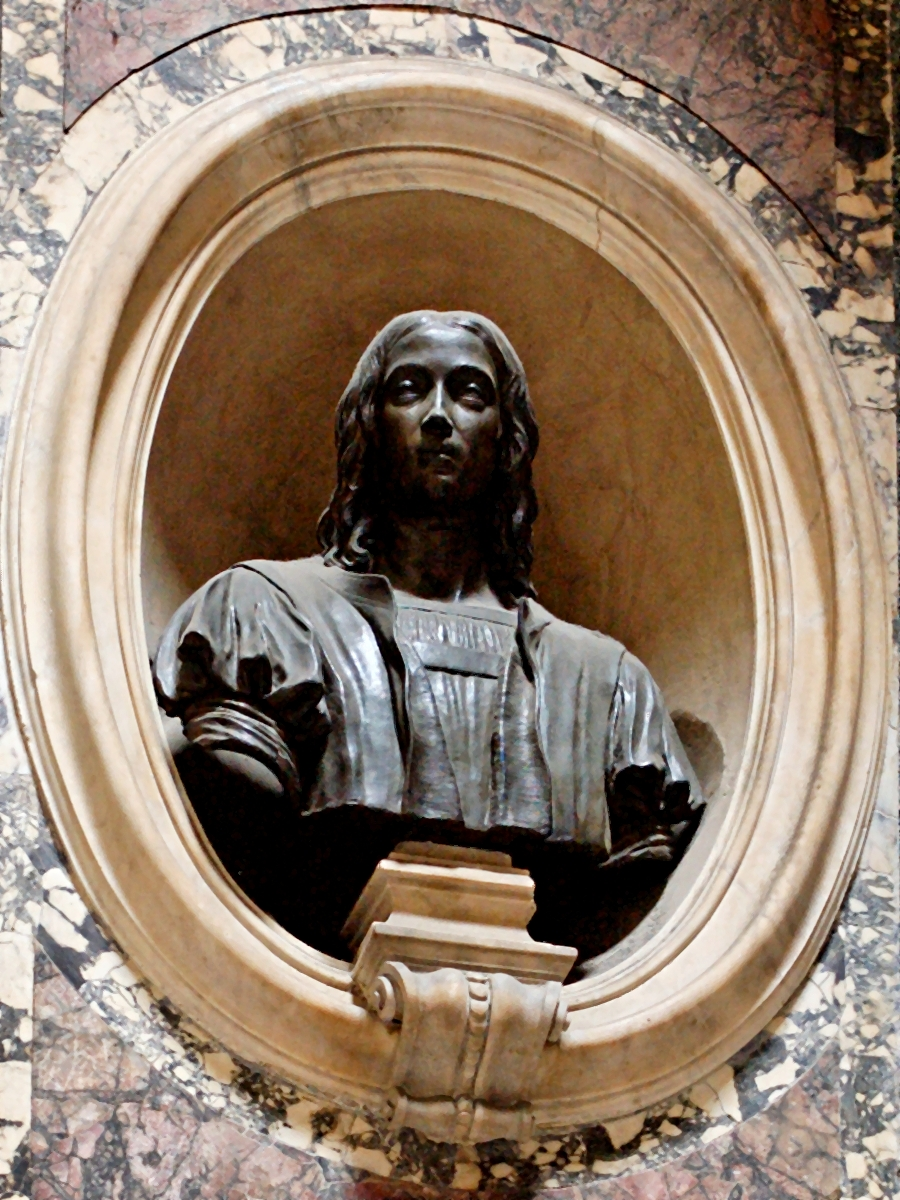
パンテオン (ローマ)のラファエロ・サンティのモニュメント
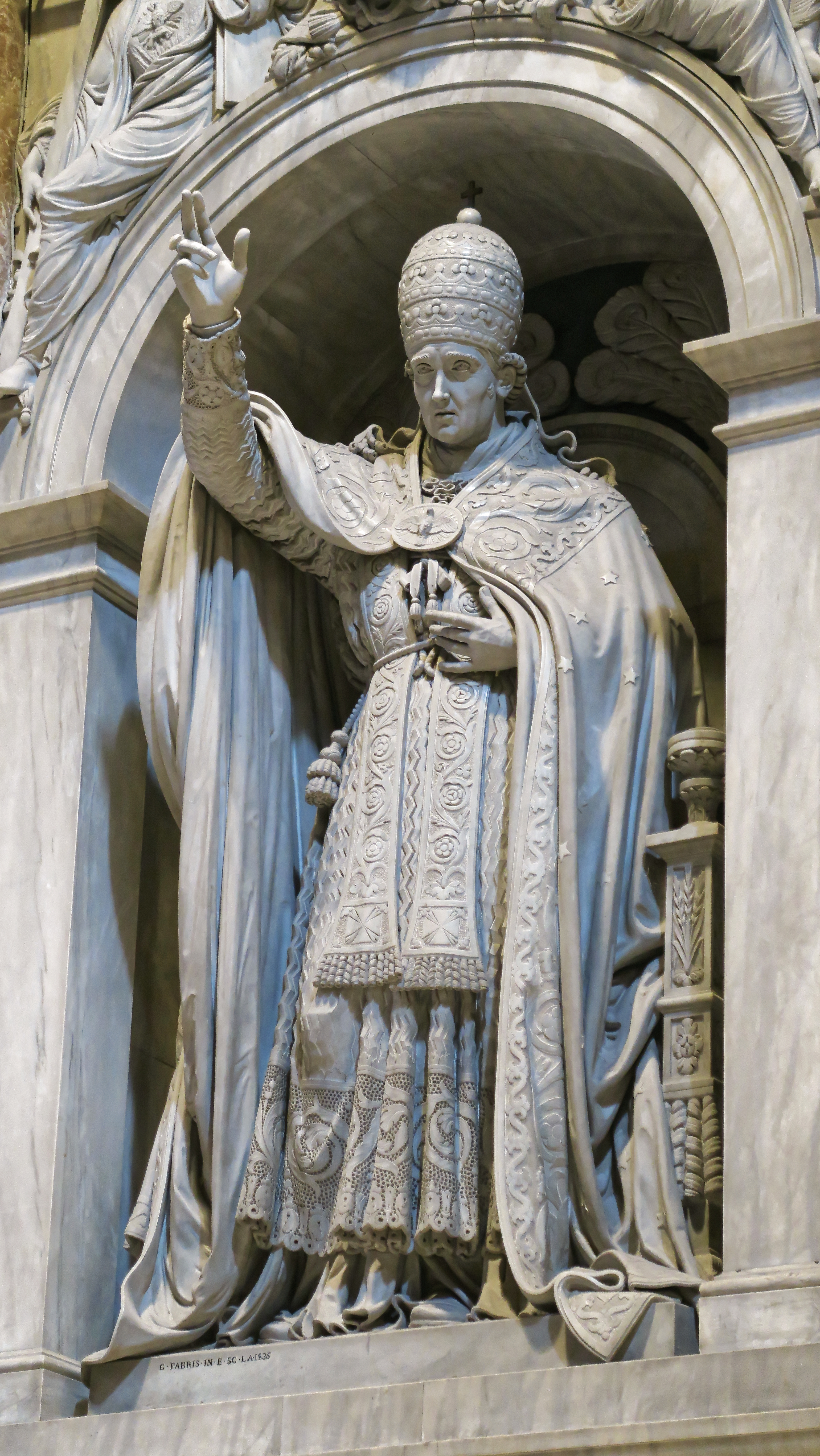
サン・ピエトロ大聖堂のレオ12世 (ローマ教皇)のモニュメント
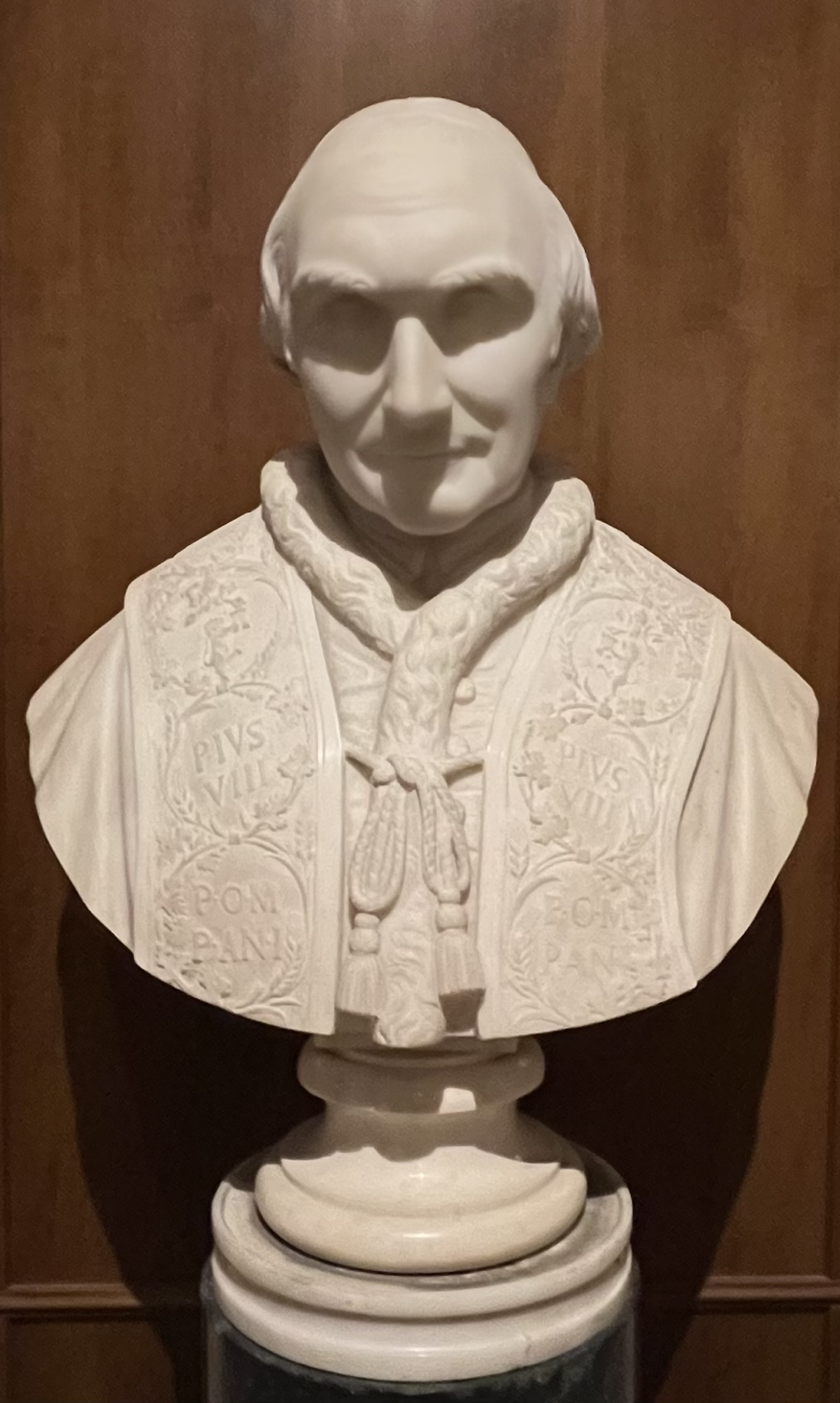
ピウス8世の胸像
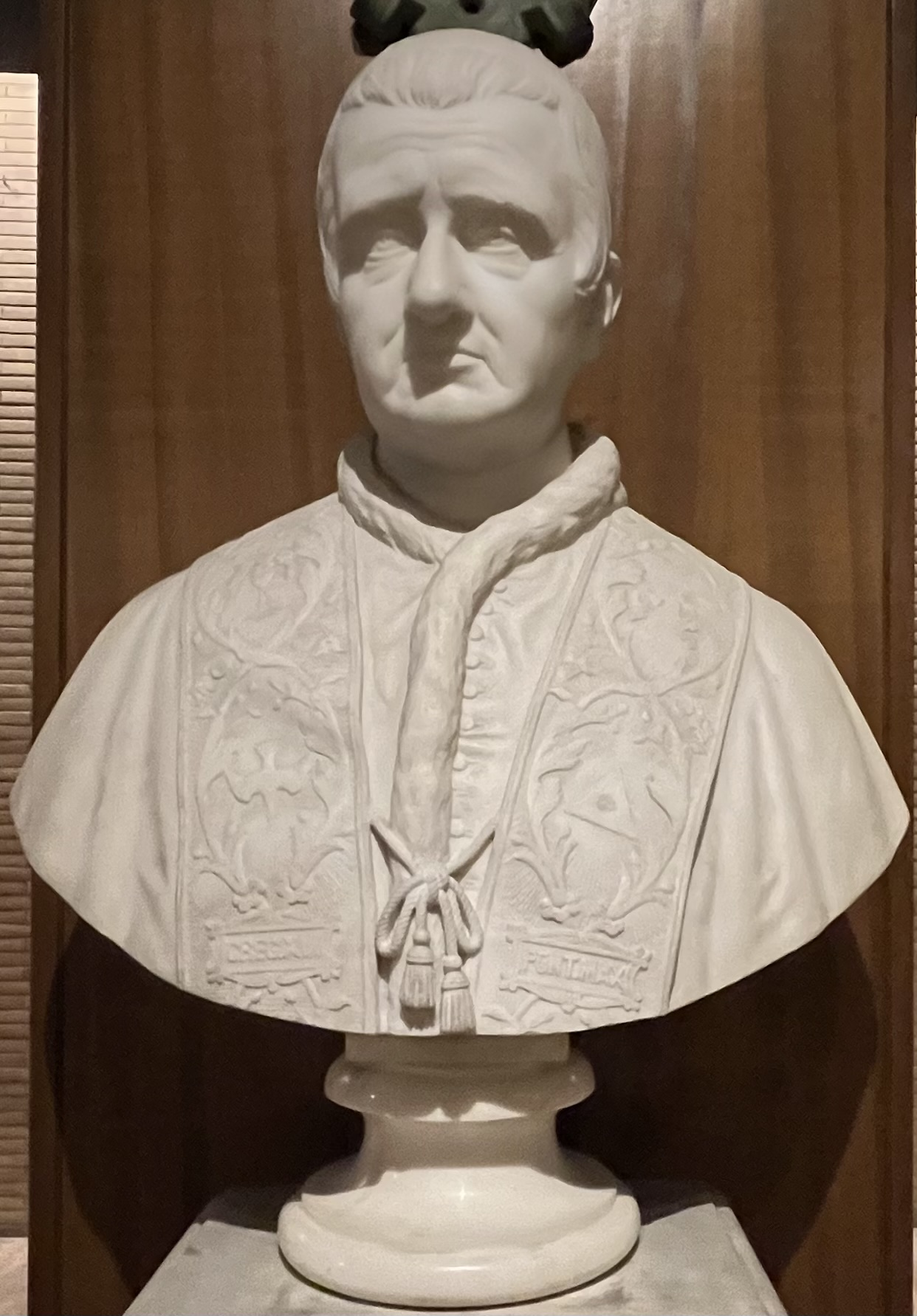
グレゴリウス16世の胸像